# La Murada
La Murada es una pedanía del municipio español de Orihuela. Pertenece a la provincia de Alicante en la Comunidad Valenciana. Cuenta con 3.296 habitantes (INE 2024) repartidos en una extensión de 70 km². El centro urbano de la pedanía se encuentra a unos 85 metros sobre el nivel del mar, estando en pendiente descendente hacia el suroeste. Es conocido por el mercado que se hace todos los domingos por sus calles. 
En su término también se encuentra el pico Agudo, el pico más alto de la comarca del Bajo Segura.

## Toponimia
El campo de La Murada se encuentra entre las sierras de la Muela, el Agudo y la Murada, las cuales conforman una muralla natural, por la cual se denominó al campo lindante "Campo del murado", dando origen al topónimo de la zona.

## Simbología

### Escudo
El escudo de La Murada nace en el año 1980, el cura párroco era D. Ginés Ortiz Peñalvez, el cual reunió en las fiestas de ese año a 22 jóvenes, chicos y chicas, participó como supervisor en La Comisión de Fiestas. De esta comisión nació la iniciativa de crear un emblema que habría de unir a todos los muradeños, el escudo de la Murada. Su dibujante fue Manola Martínez García y su autor intelectual fue José Luis Cartagena Mateo el cual escribió los siguientes apuntes:

A) Alusión a nuestra región: El País Valenciano, está situada en la parte inferior izquierda, representada por la <senyera>, que es la bandera de nuestra región. B) Alusión a nuestra provincia: Alicante, Alicante se ve representa por los colores de su ciudad: el blanco y el azul celeste, colores que van en la parte superior derecha e izquierda, respectivamente, del escudo. C) Alusión al nombre de nuestro pueblo: La Murada, Murada viene del sustantivo origen murado que, etimológicamente, significa <muro o muralla natural>, e históricamente se debe este nombre a la serie de montañas que rodean esta comarca, por lo que en la parte inferior derecha se plasma una montaña y el <Pico el Agudo>, pico característico de nuestro campo, y sobre fondo verde, signo de la fertilidad de la Naturaleza. D) Alusión a nuestro Patrón: San José, El escudo de San José, nuestro Patrón, es la sierra de carpintero y la rama con las flores del almendro, el cual está insertado en la parte superior derecha del escudo, sobre fondo blanco. E) Alusión a nuestro recursos económicos: La agricultura, Las ramas, flores y frutos del almendro y el limonero son los productos característicos nuestros: la almendra, desde siempre, y el limón, actualmente. F) Hecho histórico: La Columna, Y en el centro va la columna de la <casilla del Rey>, pues fue su Majestad quien vino a nuestra tierra para dejar constancia histórica en dicha columna del hecho tan importante para nosotros: el agua tan necesaria para nuestras tierras.
José Luis Cartagena Mateo

## Geografía
Está incluida, dentro del municipio, en el territorio de la Vega Baja del Segura y se sitúa a 38° 11′ 00″ latitud Norte y a 0° 58′ 00″ longitud Oeste. Se encuentra a los pies del pico más alto de la Vega Baja, el Pico Agudo y su extensión es de más de 70 km²

### Barrios
Primeramente hay que dividir los barrios dependiendo de su nomenclatura, ya que unos provienen de los nombres y apellidos de las familias que vivían en esos lugares y otros denominan parajes o lugares específicos.
Entre los barrios que provienen de nombres y apellidos se encuentran Los Vicentes, Los Riquelmes, Los Rocamoras, Los Pérez, Los Quiles, Los Vives, Los Rubiras, Los Pepe-Pérez, Los Mellinas, Los Cutillas, Los Asensios, Los Díaz, Los Pérez-Giles, Lo Carmen, Tío Migalo, Los Limas, Los Carazos, Lo Montero, Lo Rambal, Los Clérigos, Rocalmoina, Lo Arsenal, Lo Belmonte, Lo Mampulín, Lo Naya, Lo Maceras, Lo Molinero, Los Collareros, Lo Candel, Los Mazones, Lo Vilella, Los Sigüenzas y Lo Salar.
Entre los que denominan lugares se encuentran Los Campirulos, Los Grillos, Los Corrales, Los Randeros, Los Gavilanes, Los Pinos, La Casa Colorá, Venta de los Perros, Las Casas Nuevas, Las Paganas, El Cabecico y Barbarroja
Y por último el segundo barrio más poblado y dividido entre dos ayuntamientos, el de Callosa de Segura y el de Orihuela, La Virgen del Camino cuyo nombre proviene debido a la construcción de una ermita dedicada a la Patrona de León por el obispo Don Luis Almarcha, quien poseía una vivienda en la localidad.

### Localidades limítrofes
La pedanía de La Murada limita por el sur con Benferri y Callosa de Segura, por el oeste con Abanilla, por el norte con la sierra de La Murada y por el este con Albatera, Granja de Rocamora y Callosa de Segura.

## Historia
Allá por el año 862 delimitaba el último obispo Ilici Theudeguto los términos del obispado con el de Cartago Espartaría: en la sierra de la Solana, Hondón de los Frailes y estrecho de ventanas Abanilla, La Murada-Peña roja, La Matanza, sierra de Orihuela, Beniel, Torremento, San Miguel de Salinas y Torrevieja. 
Según los registros del Libro de demografía económica y sociedad en la comarca del bajo segura durante el siglo XVIII, escrito por D. Juan A. Ramos Vidal, en el año 1737, La Murada ya contaba con 94 habitantes, siendo estas fechas el comienzo de población de la zona. 
Don José Tormo y Juliá es nombrado a día 1 de junio de 1767 obispo de Orihuela. El cual instituyó sesenta y cinco vicarias, era el año 1788, el campo de la Murada ya era habitado por 800 personas en 200 casas divididas en 5 barrios, Los Riquelmes, Los Roviras, Los Vives, Las Paganas y Los Vicentes, por lo que el obispo nombró el lugar como vicaría y fundó la parroquia de San José cuyo primer sacerdote fue D. Pedro Sánchez. Además de la parroquia, se crearon 3 ermitas tituladas Sta. Cruz, Ntra. Señora de Monserrate y San Pascual. En Los Vicentes se encontraba el estanco, la carnicería y la parroquia. El terreno era labrandío, aunque no estaba totalmente cultivado: sus pastos en años de lluvias eran abundantes y muy útiles para el ganado lanar. Producía toda clase de cereales, barrilla, algarrobas, higos, almendras y aceite, siendo esta cosecha la más principal para cuya elaboración había 6 almazaras propias de los dueños de las haciendas más principales. 
A principios del siglo XIX, entre los años 1801 y 1814, se produce una gran sequía que conllevará años de hambre, además añadir que durante esos años se luchaba la guerra de Independencia lo cual solo empeora la situación. 
En 1814 La Murada recibe la imagen de San José, obra del escultor imaginero murciano Francisco Salzillo, la cual había sido encargada con mucha anterioridad y seguramente terminada por un discípulo del escultor ya que este murió en 1783.  
En 1895 se traslada el cementerio del patio de la casa parroquial hasta su ubicación actual. 
En el año 1917 se comunica La Murada por carretera con Abanilla y Orihuela, siendo el camino de tierra y piedras. 
En 4 de abril de 1925 el rey Don Alfonso XIII visita La Murada con motivo de la inauguración de la llegada a la pedanía del agua que traía el trasvase Tajo-Segura mediante el cuarto canal de poniente de Riegos de Levante. Para conmemorar la inauguración, el arquitecto alicantino R. Vidal levantó una columna expresamente inacabada:

Se levanta la columna fuerte, sobre robusto y sólido fundamento; pero está sin terminar... ...al igual que nuestra obra de transformación. Están construidas las elevaciones y abiertos los canales; discurren las aguas a través de los campos; más es necesario llevarlas a sus sedientas fauces para que el esfuerzo realizado por los agricultores y la ingente labor de la Real Compañía surtan su efecto y llegue a la ansiada coronación de la obra: es decir, para que la columna esté terminada, es menester que el agua conducida por los canales se divida y subdivida hasta llegar hasta todas las parcelas cultivables; es menester también que las tierras se hallen niveladas y preparadas con labores frecuentes y profundas y se las siembre
R. Vidal

A dicha inauguración asistió además el Obispo de la Diócesis D. Francisco Javier Irastorza y Loinaz. En tal acto, el rey pronunció el siguiente discurso:

Es una de las mayores satisfacciones de un rey, recorrer las provincias de su reino, admirar su progreso y ver como el esfuerzo y la decisión han logrado convertir feraces tierras como éstas, que eran yermos infecundos. La satisfacción es más grande porque, con la natural alegría que ha de producirme el ver como progresa la región, observo a la par, que esta prosperidad, no sólo evita la emigración, sino que la transforma en inmigración. De este todo es como España se va fortaleciendo. La unión y la hermandad de afectos y de esfuerzos es lo que lleva por las vías del progreso a las naciones modernas. El señor obispo lo ha entendido así, y ese valor que comunica a la obra, la comunidad de sentimientos y de intereses, ha logrado por medio de la Federación de Sindicatos el crédito necesario para acometer esta empresa. El resultado ya lo veis. De desear es, que esta obra iniciada por el prelado, la complete mi gobierno. Yo comparto el deseo de que tenga feliz término el expediente que se tramita y estudia, y creo que esto puede ser logrado mucho mejor que con las activas gestiones y los frecuentes viajes del señor obispo a Madrid, haciendo venir aquí a los hombres de mi gobierno y aquellos otros que han de estudiar y formar los expedientes. Veinticinco mil hectáreas de secano convertidas en terrenos de regadío, con poco más de dos millones y medio de pesetas. Esta cantidad no asusta a nadie, comparada con la importancia de la obra, pues podrá ser compensada con el rendimiento de una cosecha, que puede ser diez veces mayor que el capital entregado y del que solicitáis con aval del Estado. La acción del obispo moderno no puede limitarse únicamente a la Iglesia, sino que ha de salir al pueblo y al campo. En Orihuela, señor obispo, os habéis acordado de ejercitar, no sólo vuestra misión espiritual, sino que habéis pensado también en que vuestros feligreses sean buenos patriotas, siguiendo la conducta de vuestros antepasados, especialmente de aquel Belluga, que puso en práctica la norma de que la iglesia no sólo llega al corazón de los fieles la tranquilidad espiritual, sino también la tranquilidad material, por lo mismo que tenemos dos vidas una terrena y otra sobrenatural. Ojala pudiera ser invitado todos los días a levantar la compuerta de un nuevo canal como éste, que fertilizando los campos hace tanto bien a los pueblos
Don Alfonso XIII Rey de España

Al terminar el discurso, el numeroso público asistente hizo una gran ovación. El Rey levantó la compuerta del canal para dejar paso al agua, que se precipitó sobre los campos. Seguidamente la comisión se dirigió a las parcelas a ver cómo se regaban. Estas parcelas se encontraban plantadas de pimientos, algodón, cáñamo, patatas y hortalizas varias. Acto seguido, el Rey descubrió la columna inacabada, en la que había una inscripción conmemorativa en una placa de mármol. La placa fue destruida y en la década de los 90 se colocó otra con el mismo texto pero esta vez de hierro.
En la segunda década del siglo XX, llega a la pedanía la luz eléctrica, además se inicia la costumbre de ir a tomar baños a "las pozas de la Rambla Salada", ya que sus aguas habían sido recomendadas medicinalmente, tradición que continúa hasta el día de hoy.
En los años 30 llega al lugar el primer coche, cuyo propietario era del barrio de Los Pérez.
Durante la guerra civil es destruida la valiosa escultura de San José, de Salzillo y no fue hasta 1960 que Sánchez Lozano, escultor murciano, talló una nueva imagen para la parroquia.
Los años 40 fueron años de hambre y estraperlo.
En la década de los 50 brilla con luz propia la impresionante figura del maestro de escuela D. Ismael García Sanz. Empezó a dar clases en los altos de la tienda del Tío Rubira (actual tienda de Milagrín). Su pedagogía y afabilidad ha trascendido las fronteras del tiempo. En justo reconocimiento, el colegio público de La Murada ostenta su nombre.
En los años 60 la carretera que comunicaba Orihuela con Abanilla pasando por La Murada es asfaltada, además se convierte en tradición la elección de Reina de Fiestas y Damas de Honor.
En los 70 se dota de reloj a la Iglesia, y empieza a funcionar el Teleclub, ademñas ya es posible regar todo el terreno agrícola de La Murada mediante las aguas del Trasvase.
De los años 80 proviene el escudo, y el primer campo de Fútbol, La Murada contaba con dos equipos: (La Unión Deportiva La Murada y La Murada Club de Fútbol), también se crea la banda de música y el colegio público D. Ismael García cuyo director sería D. José Antonio Godoy García.
En los años 90 se inaugura el Club Social de la Tercera Edad, el Salón Musical y la Asociación Juvenil El Agudo.
En 2002 se restauró la Columna del Rey.
Durante el paso de los años se ha adquirido en La Murada el hábito de los domingos celebrar en sus calles el mercado, uno de los mercadillos más populares de toda la vega baja.

## Fiestas
La Murada tiene como patrón a San José y como patrona a la Stíma. Virgen del Rosario, la fiesta de San José es celebrada la siguiente semana a Semana Santa y la de la Virgen del Rosario seis meses después.
Son populares las romerías de San Isidro en la Virgen del Camino, y la romería de Los Randeros. Los Pérez celebran sus fiestas en honor al Sagrado Corazón de Jesús el último fin de semana de agosto, con procesión así como misas en honor a su patrón en la ermita levantada por el autóctono D. José Manuel Vicente, propietario del Restaurante La Ermita, en la plaza de Los Pérez.
La pedanía de Virgen del Camino está ligada a esta pedanía al igual que está Las Norias a Los Desamparados.
La Virgen del Camino celebra sus fiestas el 15 de septiembre.

## Hijos de la murada
La conocida diseñadora de moda D.ª Rosa Belén Poveda es también hija de La Murada, así como el político Luis Almarcha Mestre, y María José Mestre, joven directora nacida en La Murada, ha trabajado para artistas como Melody, María Carrasco, La Habitación Roja y SECOND, entre otros. 
En La Murada se han formado capacitados y respetados profesionales que desempeñan sus funciones tanto dentro como fuera de su tierra.

## Independencia
En el año 2004 se constituyó la asociación Murada Independiente, cuyos fines persiguen la segregación de Orihuela y su constitución como municipio de pleno derecho.
Actualmente La Murada ha dado un importante paso en cuanto a las telecomunicaciones ya que cuenta con una red inalámbrica municipal llamada Auriolanet. Esta red resulta muy útil en la ciudad ya que permite la interconexión de las sedes municipales, permite desarrollar iniciativas de acceso a Internet en la calle y permite ofrecer a los ciudadanos acceso a Internet inalámbrico.